# 1977年全米オープン (テニス)
1977年 全米オープン（1977ねんぜんべいオープン、US Open 1977）は、アメリカ・ニューヨーク市クイーンズ区フォレストヒルズにある「ウエストサイド・テニスクラブ」にて、1977年8月31日から9月11日にかけて開催された。

## 大会の流れ
- この1977年大会は、フォレストヒルズの「ウエストサイド・テニスクラブ」で開かれた最後の全米オープン選手権である。コートのサーフェス（表面）がクレーコート（緑土、グリーンクレー、アメリカンクレー）で実施された最後の全米オープン選手権でもある。
- 男子シングルスは「128名」の選手による通常の7回戦制で行われた。シード選手は16名。
- 女子シングルスは「96名」の選手による7回戦制で行われ、32名の選手は「1回戦不戦勝」（抽選表では“Bye”と表示）があった。女子のシード選手は、この年まで12名であった。シード選手でも、1回戦から出場した人と、2回戦から登場した人がいる。2回戦から登場した選手が初戦敗退の場合は「2回戦＝初戦」と表記する。

## シード選手

### 男子シングルス
1. ビョルン・ボルグ　（4回戦、途中棄権）
2. ジミー・コナーズ　（準優勝）
3. ブライアン・ゴットフリート　（ベスト8）
4. ギレルモ・ビラス　（初優勝）
5. マニュエル・オランテス　（ベスト8）
6. ラウル・ラミレス　（1回戦）
7. イリ・ナスターゼ　（2回戦）
8. ビタス・ゲルレイティス　（4回戦）
9. エディ・ディッブス　（3回戦）
10. ディック・ストックトン　（ベスト8）
11. ロスコー・タナー　（4回戦）
12. ハロルド・ソロモン　（ベスト4）
13. マーク・コックス　（1回戦）
14. ケン・ローズウォール　（3回戦）
15. ヴォイチェフ・フィバク　（4回戦）
16. スタン・スミス　（2回戦）

### 女子シングルス
1. クリス・エバート　（優勝、大会3連覇）
2. マルチナ・ナブラチロワ　（ベスト4）
3. バージニア・ウェード　（ベスト8）
4. スー・バーカー　（3回戦）
5. ベティ・ストーブ　（ベスト4）
6. ロージー・カザルス　（4回戦）
7. ビリー・ジーン・キング　（ベスト8）
8. ダイアン・フロムホルツ　（4回戦）
9. ケリー・レイド　（4回戦）
10. ミマ・ヤウソベッツ　（ベスト8）
11. クリスティーン・ショー　（1回戦）
12. ウェンディ・ターンブル　（準優勝）

## 大会経過

### 男子シングルス
準々決勝
- ハロルド・ソロモン vs.  ディック・ストックトン　6-4, 6-4, 6-2
- ギレルモ・ビラス vs.  レイ・ムーア　6-1, 6-1, 6-0
- コラド・バラツッティ vs.  ブライアン・ゴットフリート　6-2, 6-1, 6-2
- ジミー・コナーズ vs.  マニュエル・オランテス　6-2, 6-4, 6-3

準決勝
- ギレルモ・ビラス vs.  ハロルド・ソロモン　6-2, 7-6, 6-2
- ジミー・コナーズ vs.  コラド・バラツッティ　7-5, 6-3, 7-5

### 女子シングルス
準々決勝
- クリス・エバート vs.  ビリー・ジーン・キング　6-2, 6-0
- ベティ・ストーブ vs.  トレーシー・オースチン　6-2, 6-2
- ウェンディ・ターンブル vs.  バージニア・ウェード　6-2, 6-1
- マルチナ・ナブラチロワ vs.  ミマ・ヤウソベッツ　6-4, 6-1

準決勝
- クリス・エバート vs.  ベティ・ストーブ　6-3, 7-5
- ウェンディ・ターンブル vs.  マルチナ・ナブラチロワ　2-6, 7-5, 6-4

## 決勝戦の結果
- 男子シングルス： ギレルモ・ビラス vs.  ジミー・コナーズ　2-6, 6-3, 7-6, 6-0
- 女子シングルス： クリス・エバート vs.  ウェンディ・ターンブル　7-6, 6-2
- 男子ダブルス： ボブ・ヒューイット＆ フルー・マクミラン vs.  ブライアン・ゴットフリート＆ ラウル・ラミレス　6-4, 6-0
- 女子ダブルス： マルチナ・ナブラチロワ＆ ベティ・ストーブ vs.  レネ・リチャーズ＆ ベティ・アン・スチュアート　6-1, 7-6
- 混合ダブルス： フルー・マクミラン＆ ベティ・ストーブ vs.  ビタス・ゲルレイティス＆ ビリー・ジーン・キング　6-2, 3-6, 6-3